# Alex Aranzábal Mínguez
Álex Aranzábal Mínguez (Éibar, 24 de mayo de 1974) es un economista, directivo de empresas y profesor universitario español,  presidente de la SD Eibar de 2009 a 2016, club de fútbol de la Primera División de España.
Es Doctor en Economía y Dirección de Empresas por la Universidad de Deusto, tras defender una tesis doctoral en la que se analiza, mediante el estudio de 285 directivos, el modelo de gestión cooperativo vasco, único en el mundo. Es profesor en varias universidades, en el Curso Superior Universitario de Gestión Deportiva FIFA/CIES y el IESE. Fue Directivo del Grupo EITB (Radio Televisión Pública Vasca) entre 2009 y 2013, periodo en el que dirigió varios cursos de verano y coordinó la publicación de un libro sobre la televisión pública. Fue directivo del operador petrolífero AVIA Energías en su sede en España. Aranzábal es miembro de la familia fundadora de la centenaria empresa AYA Aguirre-Aranzába Archivado el 16 de septiembre de 2016 en Wayback Machine. l. 

## Presidencia del Eibar
Alex Aranzábal empezó como Directivo de la SD Eibar en 2005 en la Junta que presidía Jaime Barriuso. Fue elegido presidente en enero de 2009, con 34 años de edad, lo que le convirtió en el presidente más joven del fútbol profesional en España.
Durante su mandato, el equipo ha permanecido cuatro temporadas en Segunda B (de 2009 a 2013) en las que disputó cuatro play-off de ascenso consecutivos, una en Segunda A (2013/2014) y en la actualidad milita en la Primera División por primera vez desde la fundación de la entidad, en 1940.
En julio de 2014 el club logró ampliar su capital de manera significativa: necesitaba alcanzar un capital de 2,1 millones de euros (frente a los 422.253 de los que disponía previamente) para poder seguir en el fútbol profesional, lo que se consiguió gracias a una campaña de marketing y micromecenazgo. La SD Eibar fue capaz de reunir los dos millones de euros mediante la campaña de micromecenazgo, consiguiendo una mayoría de aportaciones de 50 euros, que sumó más de diez mil pequeños accionistas de 69 países y cuatro continentes distintos.  Esta campaña fue premiada por la Asociación del Derecho Deportivo de Euskadi en 2015.
En julio de 2015 el club vivió su época más polémica tras ascender a primera división debido al descenso administrativo del Elche CF, que supuso el primer caso de descenso administrativo de un club de Primera en la historia del fútbol español.
En noviembre de 2014, el Club puso en marcha el plan Ipurua Tallarra (Taller de Ipurúa), un proyecto presentado en la Escuela de Armería de Éibar que consistía en la ampliación del estadio, la creación de espacios en el interior destinados a impartir los estudios para la titulación de entrenador oficial de la UEFA y otras materias a través de convenios con diferentes universidades; espacios y salas de reuniones para la ciudadanía. El proyecto incluía también la creación de un museo, un aparcamiento cubierto y una tienda oficial del club. Ipurua Tallarra fue presentado como una experiencia pionera para la integración del fútbol con el entorno, con el fin de favorecer la regeneración urbana del barrio de Ipurua,  aunque se encontró con la oposición de algunos colectivos vecinales de la ciudad.
Aranzábal dimitió en mayo de 2016, un año antes del fin de su mandato, alegando "cansancio", aunque se señaló como posible motivo las diferencias que mantenía con miembros del consejo directivo de la SD Eibar.
Tras su marcha, el club estaba en 1ª división, sin deuda y con beneficios. La gestión en la presidencia de Aranzábal se ha consolidado con el nombre de Modelo Eibar, caracterizado por una gestión económica profesional junto a la defensa de los valores del fútbol tradicional y la conservación de la identidad del club, que llamó la atención de medios de comunicación nacionales e internacionales[2]. El Modelo Eibar fue incluido por el IESE como caso de estudio en la enseñanza de gestión económico-deportiva en dicha Escuela de Negocios.

## Otras actividades
En septiembre de 2016 su nombre sonó con fuerza como candidato a la Presidencia de la Liga de Fútbol Profesional.
A partir de julio de 2018, accede a la presidencia de la empresa centenaria AYA Aguirre y Aranzabal Archivado el 16 de septiembre de 2016 en Wayback Machine., Se trata de la cuarta generación de los Aranzabal en la empresa. Bajo su gestión la empresa afronta una de las mayores crisis financiera y de personal de la historia. Prácticamente la totalidad de la plantilla obrera ha abandonado su puesto de trabajo o ha decidido cambiarse a otras empresas del sector armero, dando espaldarazo a la gestión del actual CEO.

## Distinciones
- Amigo de número de la Real Sociedad Bascongada de los amigos del país R.S.B.A.P (2006 - Actualidad)
- Presidencia del Eibar (2009-2016)
- Presidencia AYA - Aguirre y Aranzabal (2018 - Actualidad)

## Publicaciones
- Aranzabal, A. "Vivir dos Veces" (2019) Penguin Random House - Conecta.
- From Crisis to Extraordinary.[13]
- Aranzábal, A. y Gárate Ormaechea, J.E. (2015). El Modelo Eibar. La Esfera de los Libros.
- Aranzábal, A. (coord) (2012). Televisión pública: transformación, financiación y democracia. Hariadna.
- AAVV (2009). Los valores y el desarrollo empresarial. Nuevos extractos de la Real Sociedad Bascongada de los Amigos del País. uplemento 18-g del Boletín de la RSBAP.
- Aranzábal, A. (2005). Tesis doctoral. Los Valores Humanos y la Dirección Empresarial. Estudio Empírico a los Directivos de Mondragón Corporación Cooperativa (mcc). Universidad de Deusto.